# Gabriel Slaughter
Gabriel Slaughter (12 de dezembro de 1767– 19 de setembro de 1830) foi um político dos Estados Unidos, sendo o sétimo governador de Kentucky e foi o primeiro governador a assumir o cargo após a morte do antecessor. Sua família mudou-se da Virgínia para o Kentucky, no início de sua vida. Ele se tornou membro da milícia de Kentucky, na qual foi membro ao longo de sua carreira política. Ele recebeu uma mensão honrosa do legislativo estadual por ter participado da Batalha de Nova Orleães.
Depois de passar uma década no legislativo estadual, Slaughter foi eleito o 4º vice-governador, o governador na época era Charles Scott. Com a gerra de 1812 que iniciou no final de seu mandato, Slaughter concorreu a governador, sendo derrotado por Isaac Shelby, que foi o primeiro líder de milícia a ser eleito governador. Shelby venceu Slaughter com mais de 70% dos votos. Quatro anos depois, Slaughter foi eleito vice-governador, desta vez o governador foi George Madison.
Madison morreu dois meses após tomar posse do cargo, a partir daí Slaughter foi governador em exercício. Ele tinha planos de concorrer a reeleição, mas o sentimento do público voltou-se contra ele quando ele substituiu o secretário de estado, que era o filho de Shelby, e colocou no lugar deste John Pope. Papa era uma figura impopular no Kentucky e, após sua nomeação, alguns deputados da Assembléia Geral começaram a pensar em convocar uma eleição especial para substituir Slaughter. A medida não foi aprovada. Após seu mandato como governador, Slaughter tornou-se um membro da Igreja Batista e atuou no primeiro Conselho de Administração da Georgetown College. Ele morreu 19 de setembro de 1830 e foi sepultado no cemitério de sua família.

## Início de vida
Gabriel Slaughter nasceu no Condado de Culpeper, na Virgínia, em 12 de dezembro de 1767, filho de Robert e Susannah (Harrison) Slaughter. Foi educado em escolas públicas do município e trabalhou como agricultor na infância. Em 1786, Slaughter casou-se com uma prima, Sarah Slaughter, com quem teve duas filhas– Mary Buckner Slaughter e Susan Harrison Slaughter.
Em 1789 mudou-se para o Condado de Mercer. Em setembro de 1791, Gabriel Slaughter vendeu suas terras na Virgínia, e ele e sua família mudaram-se junto com seu pai para o Kentucky.  Ele se tornou conhecido por sua generosidade, e sua grande mansão no pedágio de Lexington foi apelidado de "Rest Wayfarer" por causa do grande número de viajantes que ele hospedava. Robert B. McAfee, que mais tarde se tornou vice-governador do Kentucky chegou a se hospedar na casa. Logo após sua chegada, no Kentucky, sua mulher Sarah morreu, deixando suas duas filhas a cuidados do pai.
Em 1795, Slaughter foi nomeado juiz no Condado de Mercer pelo governador Isaac Shelby. No mesmo ano, ele foi nomeado comissário de impostos para o Condado de Mercer.  Em uma viagem de regresso a Virginia em 1797, Slaughter se casou com Sara Hord. O casal voltou para a casa Slaughter no Condado de Mercer, onde tiveram três filhos: Hord John Slaughter, Frances Ann Hord Slaughter e Felix Grundy Slaughter.